# Pavement
Pour les articles homonymes, voir Pavement (homonymie).

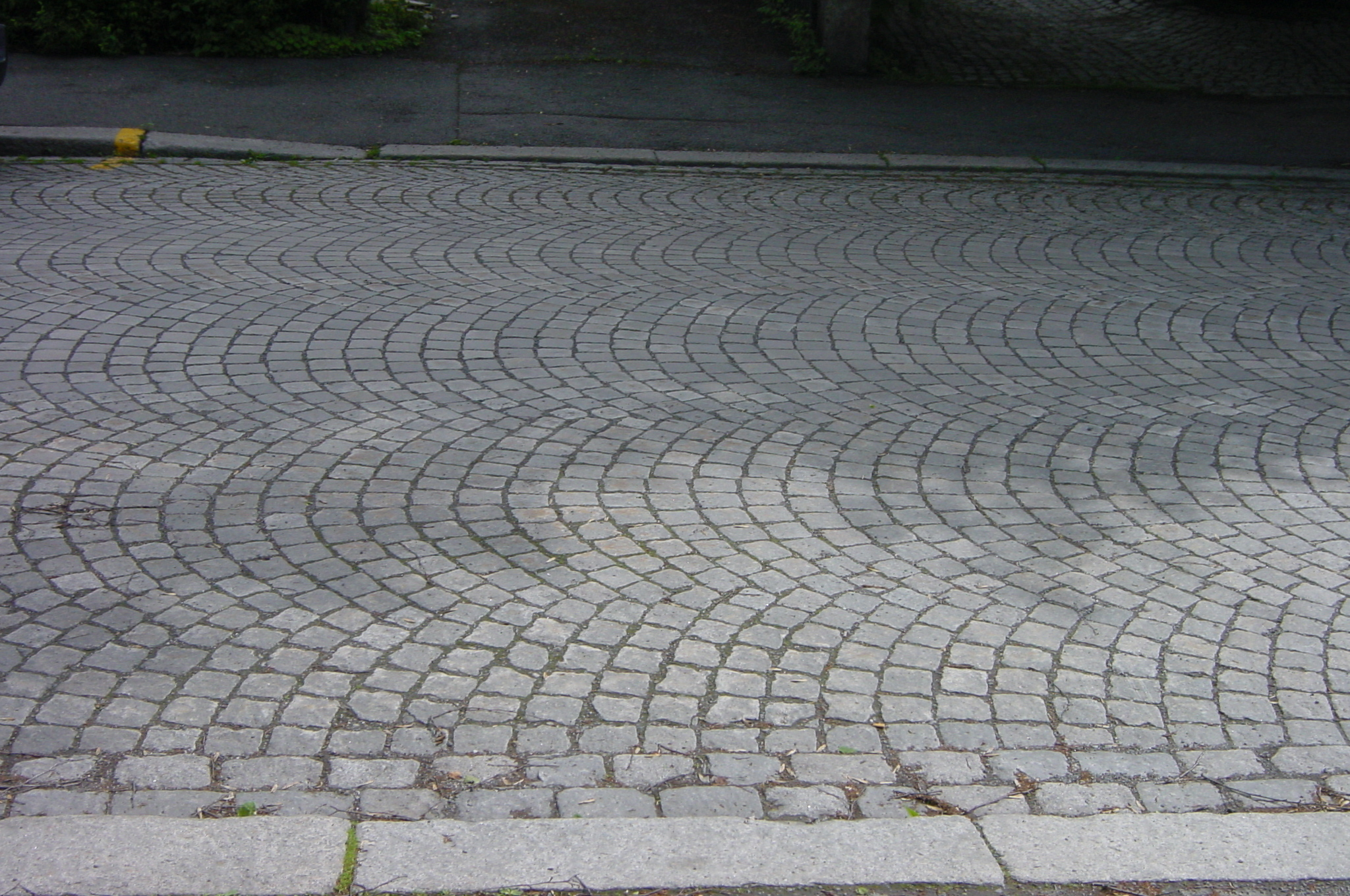
Rue pavée à Oslo.

Un pavement est un sol pavé de dalles de pierres (voies romaines) et par la suite de pavés (En France à Paris par exemple depuis Philippe-Auguste les rues sont pavées). Ainsi la ruelle Maillard de Troyes pavée au XIIIe siècle. Le pavage s'étend par la suite à des routes, et certaines routes pavées sont préservées en France (Paris-Roubaix) 
Le pavement désigne donc aussi l'action de paver un sol. Par ailleurs, le pavement peut aussi être artistique lorsqu'il s'agit de paver un sol avec de la mosaïque par exemple